# Qui e ora
Qui e ora è una canzone scritta e cantata da Federica Camba, prodotto dalla propria etichetta indipendente “La Nina Music ” e distribuita da ArtistFirst.

## Il brano
Il brano, disponibile come singolo per l'airplay radiofonico a partire dal 13 novembre 2020, è il primo  che la vede in prima linea nei ruoli di coproduttrice artistica, insieme al produttore Gianmarco Grande, e produttrice esecutiva in quanto il singolo è uscito con la sua etichetta indipendente La Niña, oltre che come autrice stessa di musica e parole.
Qui e ora può rappresentare la forza di una donna capace di riprendere in mano la propria vita, lo stimolo a reagire, sempre e comunque, a un momento avverso come la pandemia attuale, che vorrebbe metterci in ginocchio o un semplice, e mai scontato, invito all’amore primordiale, all’amore per noi stessi in un unico solo tempo: il presente. 

## Il video
L'12 novembre 2020 sul sito web di La Repubblica esce il video del singolo.
Il video, girato da Fabio e Luca Tartaglia, è ambientato in una palestra e mostra la cantante impegnata su un ring.